# Карлі Смітсон
Карлі Сара Смітсон (англ. Carly Sarah Smithson, при народженні англ. Hennessy; 12 вересня 1983) — ірландська рок-, соул- та готик-співачка. Переможниця ірландського музичного конкурсу Meteor Award 2003 року. У 2008 року стала фіналісткою сьомого сезону американського музичного телешоу англ. American Idol, зайнявши загальне 6-е місце. З червня 2009 року, разом з ex- учасниками гурту Evanescence — Беном Муді (англ. Ben Moody),, Джонні Лекомтом (англ. John LeCompt), Роккі Греєм (англ. Rocky Gray), а також Марті О'Браєном (англ. Marty O'Brien), утворили готик-метал гурт We Are The Fallen, який функціонував у 2009—2012 рр.

## Біографія
Карлі Хеннессі народилася 12 вересня 1983 року в Дубліні в сім'ї Мері Мюррей (англ. Marie Murray) та Люка Хеннесі (англ. Luke Hennessy) . У віці 6 місяців, батьки переїхали з нею в Йоганнесбург (Південна Африка), де прожили близько 4 роки. Після повернення до Ірландії 4-річна Карлі почала співати і займатися сценічною поведінкою, знімалася в рекламних роликах. У 1990 році зіграла маленьку Маріанну у фільмі англ. Fools of Fortune. З 1992 року протягом 2 років брала участь в постановках «Les Misérables» в Ірландії як маленька Козетта. У 14 років переїхала з батьком в США. Випустила свій перший альбом Ultimate High в 2001 році на студії MCA Records. 17 серпня 2004 року вийшла заміж за татуювальника Тодда Смітсона (як Karli Hennesi), прізвище якого і взяла собі. Пара виховує доньку — Олівію Мейбл Смітсон (30.09.2012).

## Дискографія
Сольно
- Carly's Christmas Album (1993)
- Ultimate High (2001)
- I'm Gonna Blow Your Mind (Сингл) (2001)
- Beautiful You (Сингл)

2001)

We Are The Fallen
- Tear the World Down (2010)
- Bury Me Alive (Сингл) (2010)
- Tear the World Down (Сингл) (2010)